# Aksel Rykkvin
Aksel Rykkvin, nom complet Aksel Johannes Skramstad Rykkvin, (Oslo, 11 d'abril de 2003), és un baríton noruec, especialista en música clàssica, que va adquirir notorietat com a nen soprano i ha continuat com a baríton després de canviar la veu a finals del 2017.
Aksel va començar a cantar en el cor d'infants de la Catedral d'Oslo amb cinc anys; allà va rebre classes de la mestra de veu Helene Haarr. El 2013 va entrar al Cor infantil de l'Òpera i Ballet nacionals noruecs, dirigits per Edle Stray-Pedersen. Aksel va assistir al programa de talent «Música a l'escola Majorstuen», que és dirigit pel "Barratt Due Institute of Music" juntament amb el municipi d'Oslo. A partir de 2013, Marianne Lewis ha estat la seva professora vocal principal, tant a l'Òpera com a Majorstuen.

## Premis
Aksel va guanyar el Concurs de Música Juvenil de Noruega (2014-2015) en la categoria "Cantants d'entre 10 i 15 anys".
Dos anys més tard, va guanyar el concurs (2016-2017) i va ser guardonat amb el títol de "Músic de l'any".
Va ser nomenat "Nouvingut de l'any" als premis Spellemann (Spellemannprisen) de 2017, i, amb 13 anys, fou el guanyador més jove en la història del premi.

## Actuacions operístiques
- "Boy" a la versió operística (compositor: Rolf Wallin) de la història de ciència-ficció: Elysium (març de 2016)
- Paper principal de l'òpera "Purriot and the Case of the Missing Bronze Horse" (Purriot og den forsvunne bronsehesten), (producció de l'Òpera de Noruega, maig de 2018)

## Discografia
- Aksel! Arias by Bach, Handel & Mozart (Signum Classics, 2016)[4]
- Light divine (Signum Classics, 2018)[5]